# Municipio de San Juan Tepeuxila
El municipio de San Juan Tepeuxila es uno de los 570 municipios en que se divide el estado mexicano de Oaxaca, localizado en la Región Sierra de Flores Magón, su cabecera es el pueblo de San Juan Tepeuxila.

## Geografía
San Juan Tepeuxila se encuentra localizado en el centro-norte del territorio de Oaxaca en las coordenadas geográficas extremas de 17° 39' - 17° 50' de latitud norte y 96° 38' - 96° 53' de longitud oeste, se encuentra en una zona mayoritariamente montañosa, fluctuándo su altitud de una máxima de 2 900 a un mínimo de 600 metros sobre el nivel del mar y tiene una extensión territorial de 366.16 kilómetros cuadrados.
Forma parte de la Región Sierra de Flores Magón y del Distrito de Cuicatlán y sus límites son al noroeste con el municipio de Santos Reyes Pápalo,  al norte con el municipio de Santa María Pápalo, al noreste con el municipio de San Pedro Sochiápam, al este con el municipio de San Juan Quiotepec, al sur con el municipio de San Juan Bautista Atatlahuca y al oeste con el municipio de San Juan Bautista Cuicatlán.

## Demografía
De acuerdo con los resultados del Censo de Población y Vivienda de 2010 realizado por el Instituto Nacional de Estadística y Geografía la población total del municipio de San Juan Tepeuxila es de 2 773 habitantes, de los que 1 429 son hombres y 1 344 son mujeres.

### Localidades
En el municipio de San Juan Tepeuxila se localizan 13 localidades, las principales y su población en 2010 se enlistan a continuación:
| Localidad               | Población |
| Total Municipio         | 2 773     |
| San Juan Teponaxtla     | 679       |
| San Pedro Cuyaltepec    | 665       |
| San Sebastián Tlacolula | 537       |
| San Juan Tepeuxila      | 485       |
| San Andrés Pápalo       | 382       |

## Política
El municipio de San Juan Tepeuxila es uno de los 418 municipios oaxaqueños en regir su gobierno por el sistema denominado de usos y costumbres, mediante el cual la elección y el funcionamiento de las autoridades municipales no se apega a los sistemas políticos vigentes en el resto del esto y el país, sino a las tradiciones ancestrales de los habitantes de la región, apegándose a su cultura; la máxima autoridad del municipio es el Ayuntamiento, que está integrado por el presidente municipal, un síndico, un cabildo conformado por tres regidores y el cargo de tesorero municipal.

### Subdivisión administrativa
El municipio de divide en tres agencias municipales, que son San Sebastián Tlacolula, San Juan Teponaxtla y San Pedro Cuyaltepec; y 1 agencia de policía que es San Andrés Pápalo.

### Representación legislativa
Para la elección de diputados locales al Congreso de Oaxaca y de diputados federales a la Cámara de Diputados federal, San Juan Tepeuxila se encuentra integrado en los siguientes distritos electorales:
Local:
- XVI Distrito Electoral Local de Oaxaca con cabecera en Huautla de Jiménez.[5]

Federal:
- Distrito electoral federal 2 de Oaxaca con cabecera en Teotitlán de Flores Magón.[6]